# 達穆爾胡達烏帕齊拉
達穆爾胡達乌帕齐拉是孟加拉国朱瓦當加縣的一个乌帕齐拉，位於庫爾納专区的朱瓦當加縣。。

## 人口
據1991年孟加拉國人口普查，達穆爾胡達共有戶數37,279戶，人口213291人。其中男性佔比51.69%，女性佔比48.31%；成年人口107,245人。該地7歲以上人口之平均識字率為25.6%，低於全國平均值（32.4%）。